# Achille Clarac
Achille Clarac (31 août 1903-11 janvier 1999) est un diplomate français.

## Biographie
Achille Marie Clarac naît le 31 août 1903 à Nantes, en France. Il est le cousin germain d'Émile Decré.
Il étudie le droit et entre dans le service extérieur en 1930. En 1934, il devient secrétaire d'ambassade à Téhéran, où il épouse, le 21 mai 1935, l'écrivaine et photojournaliste suisse Annemarie Schwarzenbach (1908-1942).
Il est consul de France à Téhéran jusqu'en 1942. Il rallie alors la France libre.
Après la Seconde Guerre mondiale, il est employé à Washington. Du 31 mars 1955 au 2 novembre 1956, il est ambassadeur de France en Syrie, à Damas. De 1959 à 1968, il est ambassadeur de France en Thaïlande, à Bangkok.
Il est fait chevalier de la Légion d'honneur en 1946 et promu officier en 1953.
Selon les biographes de Schwarzenbach, Clarac est homosexuel et leur union est un mariage de convenance pour tous les deux, afin que Schwarzenbach, qui est lesbienne, obtienne un passeport diplomatique français lui permettant de voyager sans restrictions. Ils sont amis et lorsque Schwarzenbach subit une grave blessure à la tête et est mourante, Clarac se précipite de Téhéran à son lit de mort à Engadine, mais la mère de Schwarzenbach, Renée Schwarzenbach-Wille, interdit à tout le monde de voir sa fille.
Clarac adopte un fils, Henri Pageau-Clarac,.
En 1971, avec Michael Smithies, il écrit Discovering Thailand, publié chez Siam Publications.
En 1973, sous le pseudonyme de Saint Ours, il publie le recueil de sept histoires de thématique homosexuelle, Un ange à Sodome, chez l'éditeur Guy Authier.
Achille Clarac meurt le 11 janvier 1999.